# Скиту-Дука (Јаши)
Скиту-Дука (рум. Schitu-Duca) насеље је у Румунији у округу Јаши у општини Скиту-Дука. Oпштина се налази на надморској висини од 194 m.

## Становништво
Према подацима из 2011. године у насељу је живело 4347 становника.